# Rennellstare
Rennellstare (Aplonis insularis) är en fågel i familjen starar inom ordningen tättingar.

## Utbredning och systematik
Fågeln förekommer på de båda öarna Rennell och Bellona i ögruppen Salomonöarna. Den behandlas som monotypisk, det vill säga att den inte delas in i några underarter.

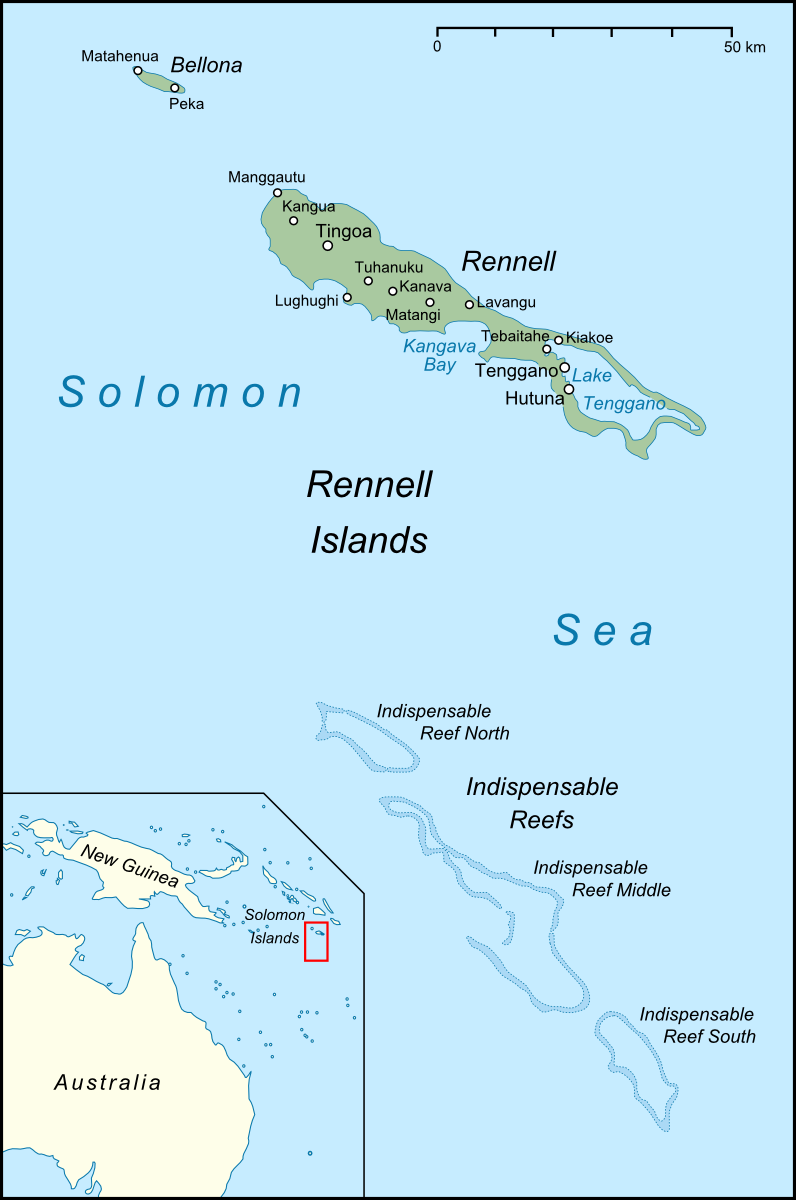
Fågeln förekommer enbart på Rennell och Bellona i södra Salomonöarna.

## Status
IUCN kategoriserar arten som livskraftig.